# BK Chimki
Der BK Chimki (russisch Баскетбольный клуб Химки, Basketbolny klub Chimki) ist ein professioneller Basketballverein der Professionalnaja Basketbolnaja Liga. Der Verein kommt aus Chimki in der Oblast Moskau in Russland. BK Chimki spielt in der VTB United League.

## Geschichte
BK Chimki wurde 1997 gegründet. Nach dem Durchmarsch durch die unteren Ligen stieg die Mannschaft in der Saison 1999/2000 in die höchste russische Liga auf. Ein weiteres Jahr später qualifizierte sich der Verein zum ersten Mal für einen europäischen Wettbewerb, den Korać-Cup.
Die ersten Erfolge auf nationaler Ebene stellten sich ab der Saison 2005/06 ein. Seit dieser Saison belegte der Klub in den nächsten sieben Jahren in der russischen Meisterschaft immer einen Platz unter den ersten vier. Dabei wurde BK Chimki fünfmal zweiter (2006, 2008–2011) und einmal dritter (2007). Im Dezember 2008 erreichte BK Chimki im VTB United League PromoCup das Finale gegen ZSKA Moskau. Ebenfalls 2008 gewann BK Chimki als ersten nationalen Titel den russischen Pokal im Finale gegen ZSKA Moskau.
In der Saison 2009/10 spielte Chimki zum ersten Mal in der EuroLeague. In den Folgejahren gewann BK Chimki die ersten internationalen Titel mit dem Gewinn der VTB United League 2010/11 und dem ULEB Eurocup 2011/12. 2014/15 gewann Chimki zum zweiten Mal den Eurocup.

### Saisonübersicht
| Season  | Division      | Regular  | Play-off      | Europa                          | Regional               |
| ------- | ------------- | -------- | ------------- | ------------------------------- | ---------------------- |
| 1999-00 | Superleague A | 9.       |               |                                 |                        |
| 2000-01 | Superleague A | 7.       |               | Korać-Cup Gruppenphase          |                        |
| 2001-02 | Superleague A | 6.       |               | Korać-Cup Gruppenphase          |                        |
| 2002-03 | Superleague A | 4.       |               |                                 |                        |
| 2003-04 | Superleague A | 5.       |               | FIBA Europe League Achtelfinale |                        |
| 2004-05 | Superleague A | 4.       | Halbfinale    | FIBA Europe League 3.           |                        |
| 2005-06 | Superleague A | 3.       | 2.            | FIBA EuroCup Finale             |                        |
| 2006-07 | Superleague A | 3.       | Halbfinale    | ULEB Cup Achtelfinale           |                        |
| 2007-08 | Superleague A | 2.       | Finale        | ULEB Cup Achtelfinale           |                        |
| 2008-09 | Superleague A | 2.       | Finale        | ULEB Eurocup Finale             |                        |
| 2009-10 | Superleague A | 2.       | Finale        | EuroLeague Top 16               | VTB League Finale      |
| 2010-11 | PBL           | 4.       | Finale        | EuroLeague Gruppenphase         | VTB Liga Sieger        |
| 2011-12 | PBL           | 2.       | Finale        | ULEB Eurocup Sieger             | VTB Liga Viertelfinale |
| 2012-13 | PBL           | 2.       |               | EuroLeague Top 16               | VTB Liga Viertelfinale |
| 2013-14 | VTB Liga      | 1. Gr. B | Viertelfinale | ULEB Eurocup Achtelfinale       |                        |
| 2014-15 | VTB Liga      | 2.       | Finale        | ULEB Eurocup Sieger             |                        |
| 2015-16 | VTB Liga      | 4.       | Halbfinale    | EuroLeague Zwischenrunde        |                        |
| 2016-17 | VTB Liga      | 3.       | Finale        | ULEB Eurocup Viertelfinale      |                        |
| 2017-18 | VTB Liga      | 6.       | Finale        | EuroLeague Viertelfinale        |                        |
| 2018-19 | VTB Liga      | 3.       | Finale        | EuroLeague Hauptrunde           |                        |

## Erfolge
- VTB United League: Sieger 2011
- Russischer Pokalsieger: 2008
- ULEB Cup/Eurocup: 2012, 2015
- ULEB Eurocup: Finalist 2009
- FIBA EuroCup: Finalist 2006